# ウイルスの社会史

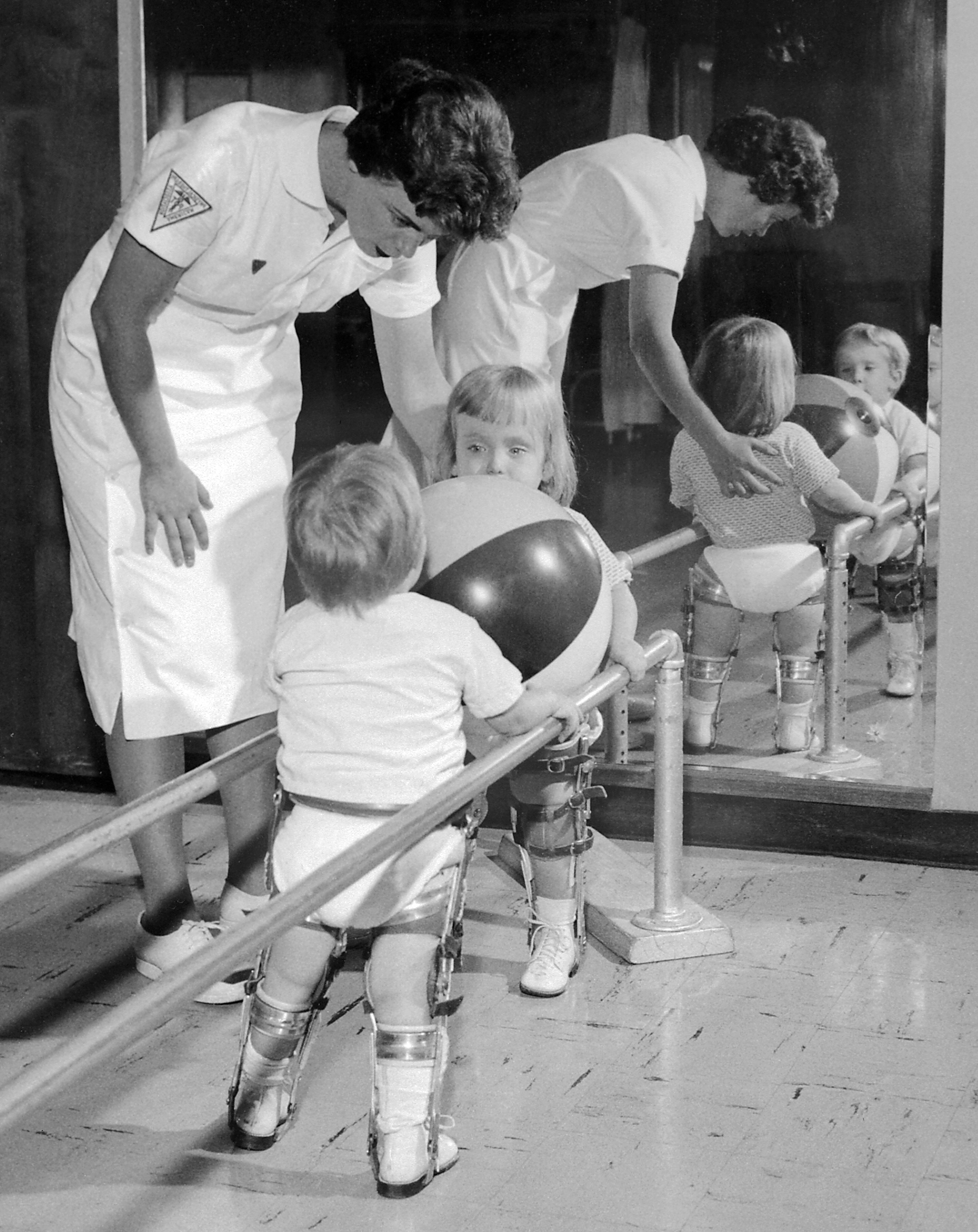
理学療法を受ける幼いポリオ後遺症の患者、1950年代。

ウイルスの社会史 (ウイルスのしゃかいし) では、ウイルスとウイルス感染が人類の歴史へ与えた影響について記述する。ウイルスを原因とする伝染病は、約12,000年前の新石器革命で人間の行動が変化し、人口が密集した農業共同体が形成されたときに始まった。これによってウイルスは急速に拡散し、その後風土病となった。植物や家畜のウイルスも増加し、人間が農耕や牧畜に依存するようになるにつれ、ジャガイモのポティウイルスや家畜の牛疫といった病気が壊滅的な結果をもたらすようになった。
天然痘と麻疹のウイルスは、ヒトに感染するウイルスの中でも最も古いものである。他の動物に感染するウイルスから進化したこれらのウイルスは、数千年前にヨーロッパと北アフリカの人類の前に初めて出現した。これらのウイルスは後にヨーロッパ人によって新世界へと運ばれたが、先住民はこれらに対する免疫を持っていなかったため、数百万人が伝染病で死亡した。インフルエンザのパンデミックは1580年から記録されており、その後の世紀も頻度を増しながら発生し続けている。1918年から1919年にかけてのパンデミック (スペインかぜ) では4000万人から5000万人が1年以内に死亡し、歴史上最も壊滅的な伝染病流行の1つとなった。
ルイ・パスツールとエドワード・ジェンナーはウイルス感染から保護するワクチンを開発した最初の人物である。1930年代の電子顕微鏡の発明によってウイルスの性質は解明され始め、ウイルス学研究は勢いを増した。20世紀には、昔からの病気も新しい病気も、多くがウイルスによって引き起こされていることが判明した。古来からのポリオの流行は、1950年代にポリオワクチンが開発されると制圧されるようになっていった。一方、HIVは、この数世紀の間に出現した新しいウイルスの中で最も病原性の高いものの1つである。ウイルスはその病原性に対して科学的関心が寄せられてきたが、ほとんどのウイルスは有益なものである。それらは種を越えた遺伝子の水平伝播によって進化を駆動し、生態系の中で重要な役割を果たす、生命に必須の存在である。

## 先史時代
過去5万年から10万年の間、現生人類の数が増加し世界中へ拡散するにつれ、新しい感染症が出現し、その中にはウイルスが原因のものも含まれていた。それ以前の人類は小規模な孤立した共同体で生活していたため、伝染病はほとんど存在しなかった。歴史上最も致死性が高く破壊的なウイルス感染である天然痘は、約1万1千年前インドの農村に初めて出現した。このヒトのみに感染するウイルスは、おそらく齧歯類のポックスウイルスから派生したものである。ヒトが齧歯類と接触するようになり、齧歯類が保持していたウイルスがヒトに感染するようになったと考えられる。ウイルスがいわゆる「種の壁」(species barrier) を越えたときの影響は深刻であり、ヒトはほとんど免疫を持っていなかった可能性がある。当時の人類は小規模な共同体で生活しており、感染した人々は死亡するか、免疫を発達させるかした。この獲得免疫は、母乳中の抗体や母親の血液から胎盤を通過して胎児へ移動する抗体によって一時的に子孫へ伝達されるだけである。そのため、おそらく各世代で散発的なアウトブレイクが起こっていたと考えられる。紀元前9000年ごろ、多くの人々がナイル川の肥沃な氾濫原に移住し始め、ウイルスが定常的に存在するのに十分な人口密度となった。おたふくかぜ、風疹、ポリオといった、高い人口密度を必要とするウイルス病もこの時期に初めて出現した。
紀元前9500年ごろに中東で始まった新石器時代は、人々が農家となった時代であった。農業革命に伴うモノカルチャーの発達は、いくつかの植物ウイルスが急速に広まる機会となった。インゲンマメ南部モザイクウイルス (southern bean mosaic virus) などのソベモウイルスの多様化と拡散もこの時期に始まる。ジャガイモや他の果物・野菜のポティウイルスの拡散は約6600年前に始まる。
約1万年前、地中海盆地周辺に居住していた人々によって野生動物の家畜化が始まった。ブタ、ウシ、ヤギ、ヒツジ、ウマ、ラクダ、ネコ、イヌが飼育下に置かれた。これらの動物はそれぞれ種特有のウイルスを保持していた。動物からヒトへのウイルスの伝染が起こる可能性はあったが、そのような人獣共通感染は稀であり、インフルエンザのような有名な例外はあるものの、その後のヒト-ヒト感染となるとさらに稀であった。ほとんどのウイルスは種特異的であり、ヒトへの脅威とはならなかった。動物由来のウイルス病の稀な流行は、ウイルスがヒトへ完全に適応することはなかったため短期間で終息し、ヒトの集団はまだ感染の連鎖を維持するには少なかった。
他の、より古くからあるウイルスは、脅威の少ないものであった。ヘルペスウイルスは8000万年以上前に現生人類の祖先にはじめて感染した。ヒトはこれらのウイルスへの耐性を発達させてきた。このような軽度のウイルス感染の記録は稀であるが、初期のヒト科生物も今日の人類と同様にウイルス性のかぜ、インフルエンザ、下痢に苦しんでいたと考えられる。より近年になって進化したウイルスが流行やパンデミックを引き起こしていることは、歴史が記録するところである。インフルエンザウイルスは、ブタからアヒルなどの水鳥、そしてヒトへと種の壁を越えてきたと考えられる。

## 古代

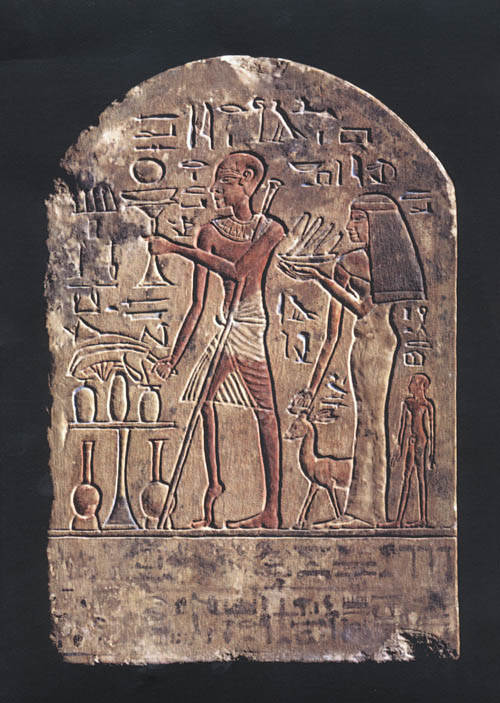
ポリオ後遺症の人物を描いたと考えられる古代エジプトの石碑、第18王朝。

ウイルス感染の最初期の記録の1つは、古代エジプト第18王朝の神官を描いた石碑で、ポリオウイルスの感染に特徴的な尖足が描かれている。第19王朝のファラオであったサプタハのミイラにはポリオの徴候があり、3000年以上前に埋葬されたラムセス5世や他のいくつかの古代エジプトのミイラには天然痘の証拠が残っている。紀元前430年にはアテネで天然痘の流行があり、アテネ軍の4分の1と多くの市民が感染が原因で死亡した。
麻疹は古い病気であるが、それを初めて同定したのは10世紀のペルシアの医師アル・ラーズィー (865–925) である。アル・ラーズィーは麻疹に対し、hasbah というアラビア語の名称を用いたが、ラテン語の「赤」に由来する rubeola、「小さな疫病」を意味する morbilli など多くの名称が麻疹に対して用いられていた。麻疹ウイルスは犬ジステンパーウイルスや牛疫ウイルスと極めて近縁であるため、麻疹は家畜化されたイヌやウシからヒトへ伝染するようになったと想定されている。麻疹ウイルスは、12世紀までには当時広まっていた牛疫ウイルスとは完全に異なるものとなっていたと考えられる。
麻疹へ感染すると終生免疫が獲得される。そのため、ウイルスの流行には高い人口密度が必要であり、おそらく新石器時代には発生していなかった。中東でのウイルスの出現に続いて、紀元前2500年にはインドに到達していた。麻疹は当時の子供には極めてありふれたものであったため、病気であるとは認識されておらず、エジプトではヒトの成長の通常の段階として記述されている。
ウイルスに感染した植物の最初の記述は、『万葉集』の孝謙天皇 (718–770) の和歌であり、夏に黄色い葉を持つ植物が詠まれている。その植物は、後にサワヒヨドリ Eupatorium lindleyanum として同定され (実際に観察していたのはヒヨドリバナ Eupatorium makinoi であると思われる)、しばしばトマト黄化葉巻ウイルスに感染する。

## 中世

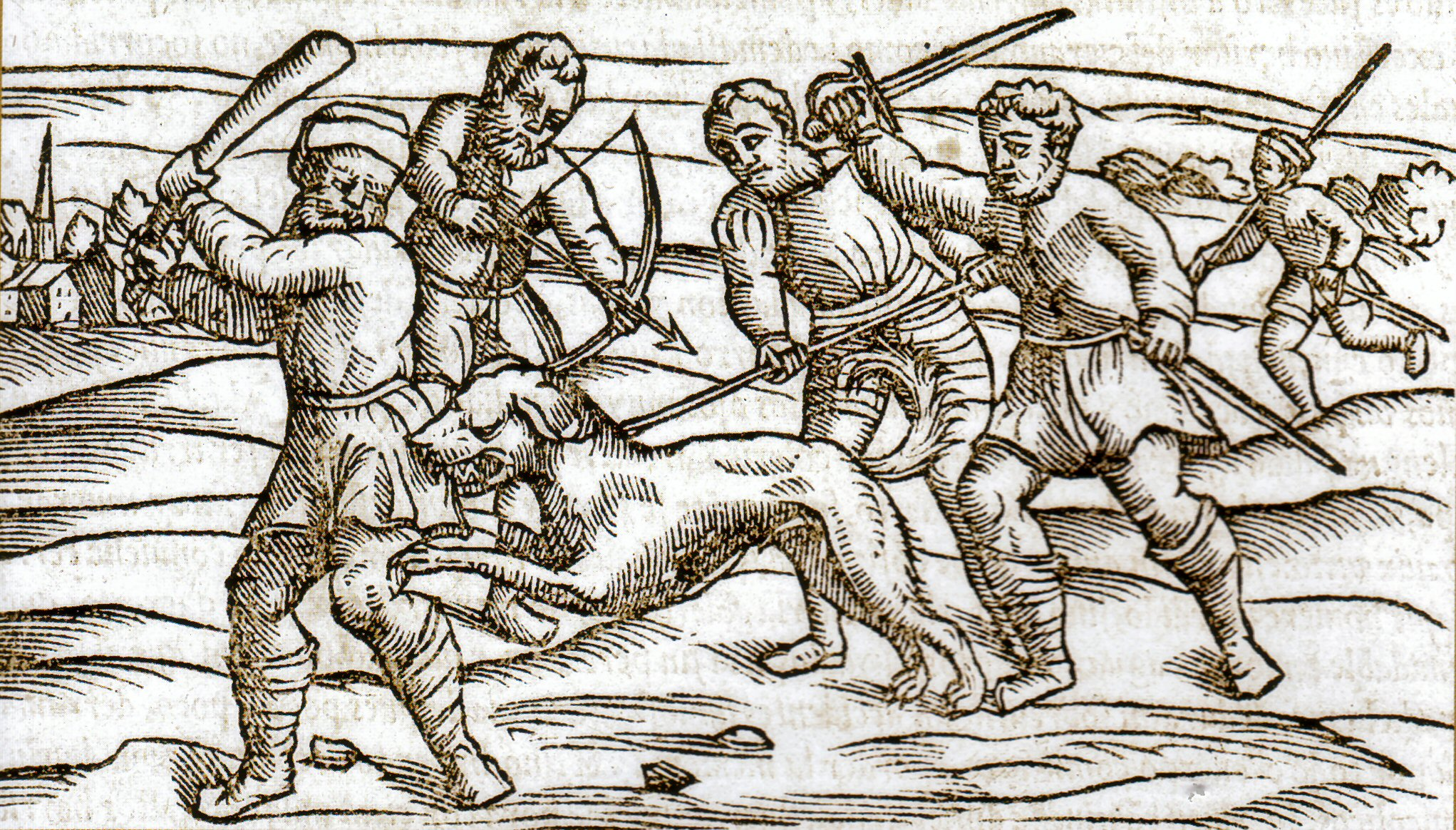
狂犬病の犬を描いた中世の木版画。

ヨーロッパの急速な人口増加と町や都市部の人口密度の増加は、多くの伝染病にとって豊かな土壌となった。その中でも、細菌感染である黒死病 (ペスト) はおそらく最も悪名高いものである。天然痘とインフルエンザを除いて、現在ウイルスが原因として知られている感染症のアウトブレイクの記録は稀である。狂犬病は4000年以上前から認識されていた病気で、1886年にルイ・パスツールによってワクチンが開発されるまで、ヨーロッパで流行していた。中世を通じてヨーロッパでの平均寿命は35年であり、子供の60%が16歳を迎える前に死亡しており、その多くは6歳までに死亡していた。医師はわずかしか存在しなかったうえ、その医学的知識は限られていたため占星術に多くを依存しており、感染症の治療はハリネズミの脂で焼いたネコから調製された軟膏といったものだった。子供の死因の多くは、麻疹、インフルエンザ、天然痘であった。十字軍やイスラムによる征服は天然痘の拡散を促進し、5世紀から7世紀の間にヨーロッパへ持ち込まれた後、頻繁な流行の原因となった。
麻疹は人口密度の高いヨーロッパ、北アフリカ、中東の国家で流行した。イングランドで当時"mezils"と呼ばれていたこの病気は、13世紀にはじめて記載され、おそらく526年から1087年の間に起こった49の疫病のうちの1つである。麻疹と極めて近縁のウイルスによって引き起こされる牛疫は、ローマ帝国の時代からウシの病気として知られていた。この病気はアジアに起源をもち、370年頃のフン族の侵入によってヨーロッパに初めてもたらされた。チンギス・カンと彼の軍隊によって率いられたモンゴルの侵入は、1222年、1233年、1238年にヨーロッパでパンデミックを引き起こした。その後、大陸からのウシの輸入に伴って、感染症はイングランドに到達した。当時、牛疫は致死率が80–90%の壊滅的な病気であり、この損害によって飢饉が引き起こされた。

## 近世から近代
ヘンリー・テューダー (後のヘンリー7世) が1485年8月22日にボズワースの戦いに勝利したすぐ後、彼の軍隊は粟粒熱に見舞われた。当時の観察者たちはそれを新しい病気として記述していた。この病気は主に富裕層が影響を受けたという点で珍しいものだったが、ヘンリー7世が兵士を募集したフランスに起源を持つものである可能性がある。流行は1508年の暑い夏にロンドンを襲った。患者は1日以内に死亡し、街中に死体が満ちていた。死体を運ぶ荷車を除いて人通りは消え、王ヘンリーは医師と薬屋を除いて市街地への立入の禁止を宣言した。病気はヨーロッパへ広まった。1529年7月にはハンブルクに到着し、最初の数週間で1000人から2000人が死亡した。その翌月には、プロイセン、スイス、北欧で猛威を振るった。最後のアウトブレイクはイングランドで1556年に起こった。数万の人々の命を奪ったこの病気は、おそらくインフルエンザか、それに似たウイルスの感染であると考えられているが、医学がまだ科学ではない時代であり、当時の記録は信頼性に欠けるものであった。医学が科学となるにつれ、病気の記述は明確なものとなっていった。当時の医学は感染した患者の苦しみを和らげることに関しては無力であったが、病気の拡散を抑えるための手段が講じられた。貿易や旅行は制限され、感染した家族は共同体から隔離され、建物は燻蒸消毒されて家畜は殺された。
インフルエンザの感染への言及が出現するのは15世紀後半から16世紀前半であるが、それよりはるか昔から感染が起こっていたのはほぼ確実である。1173年に起こった流行がおそらくヨーロッパで最初のものであり、1493年には、現在の豚インフルエンザが原因と考えられるアウトブレイクがイスパニョーラ島の先住民を襲った。これにはコロンブスの船に乗っていたブタが感染源であることを示唆するエビデンスが存在する。1557年から1559年にかけてイングランドで起こったインフルエンザの流行では、人口の5%にあたる15万人が感染によって死亡した。死亡率は、1918–19年のパンデミックと比較してほぼ5倍であった。信頼性のある記録がなされた最初のパンデミックは1580年7月に始まり、ヨーロッパ、アフリカ、そしてアジアへ広がった。死亡率は高く、ローマでは8000人が死亡した。続く3つのパンデミックは18世紀に起こり、中でも1781–82年のものはおそらく歴史上最も破壊的なものであった。1781年11月に中国で始まり、12月にはモスクワに到達した。1782年2月にはサンクトペテルブルクを襲い、5月までにデンマークに到達していた。6週間以内にイギリスの人口の75%が感染し、パンデミックはすぐにアメリカ大陸へ広まった。
15世紀から18世紀にかけてヨーロッパ人の入植者が到着するまで、アメリカ大陸とオーストラリアには麻疹と天然痘は存在しなかった。麻疹やインフルエンザとともに、天然痘はスペイン人によってアメリカ大陸に持ち込まれた。天然痘は、ムーア人によってアフリカから持ち込まれ、スペインで流行していた。1519年に、天然痘の流行がアステカの首都テノチティトランで発生した。この流行はキューバのエルナン・コルテスに従っていたパンフィロ・デ・ナルバエスの軍隊から始まったもので、彼の船には天然痘にかかったアフリカ人奴隷が乗っていた。1521年の夏にようやくスペイン人が首都へ入ると、彼らはそこに天然痘患者の遺体が転がっているのを発見した。この流行と、1545–1548年、1576–1581年に起こった流行によって、最終的に先住民人口の半分以上が死亡した。スペイン人のほとんどは免疫を持っており、900人にも満たないコルテスの軍隊がアステカを破ってメキシコを征服することは、天然痘の助けなしには不可能だっただろう。後に多くのアメリカ先住民の集団が、ヨーロッパ人によって持ち込まれた病気の意図しない拡散によって壊滅した。1492年のコロンブスの到着からの150年間で、北アメリカの先住民の人口は、麻疹、天然痘、インフルエンザを含む病気のために80%減少した。これらのウイルスによる損害は、先住民集団を追放し征服しようとするヨーロッパ人の試みのを大きな助けとなった。
18世紀まで、天然痘はヨーロッパでも流行していた。ロンドンでは1719年から1746年の間に5回の流行があり、他のヨーロッパの主要都市でも大規模なアウトブレイクが起こった。18世紀の終わりまで、毎年40万人のヨーロッパ人がこの病気で死亡していた。天然痘は1713年に南アフリカへインドから船で運ばれて到達し、1789年にはオーストラリアを襲った。19世紀には、天然痘はオーストラリアのアボリジニの最も重要な死因となった。
1546年に、ジローラモ・フラカストロ (1478–1553) によって典型的な麻疹の記載をがなされた。彼は、この病気が人から人へ撒かれる「種子」(seminaria) によって引き起こされると考えた。1670年にロンドンを襲った流行はトーマス・シデナム (1624–1689) によって記録されており、彼は大地から発生する有毒な蒸気が原因であると考えていた。彼の理論は誤っていたものの、彼は熟達した観察者であり、詳細な記録が残された。
黄熱は、フラビウイルスの1種 (黄熱ウイルス) によって引き起こされる、致死性の高い病気である。ウイルスは蚊 (ネッタイシマカ Aedes aegypti) を介してヒトへ伝染し、3000年以上前に初めて出現した。記録された最初の流行は1647年にバルバドスで起こり、当時マサチューセッツ湾植民地の総督であったジョン・ウィンスロップによって「バルバドス・ジステンパー」(Barbados distemper) と呼ばれた。彼は人々を守るために検疫の法律を可決させたが、このような法律は北アメリカで初めてのものであった。17世紀から19世紀にかけて、さらなる流行が北アメリカで起こった。デング熱の最初の症例は、1779年にインドネシアとエジプトで発生した。病気は貿易船でアメリカへ運ばれ、1780年にはフィラデルフィアで流行が発生した。

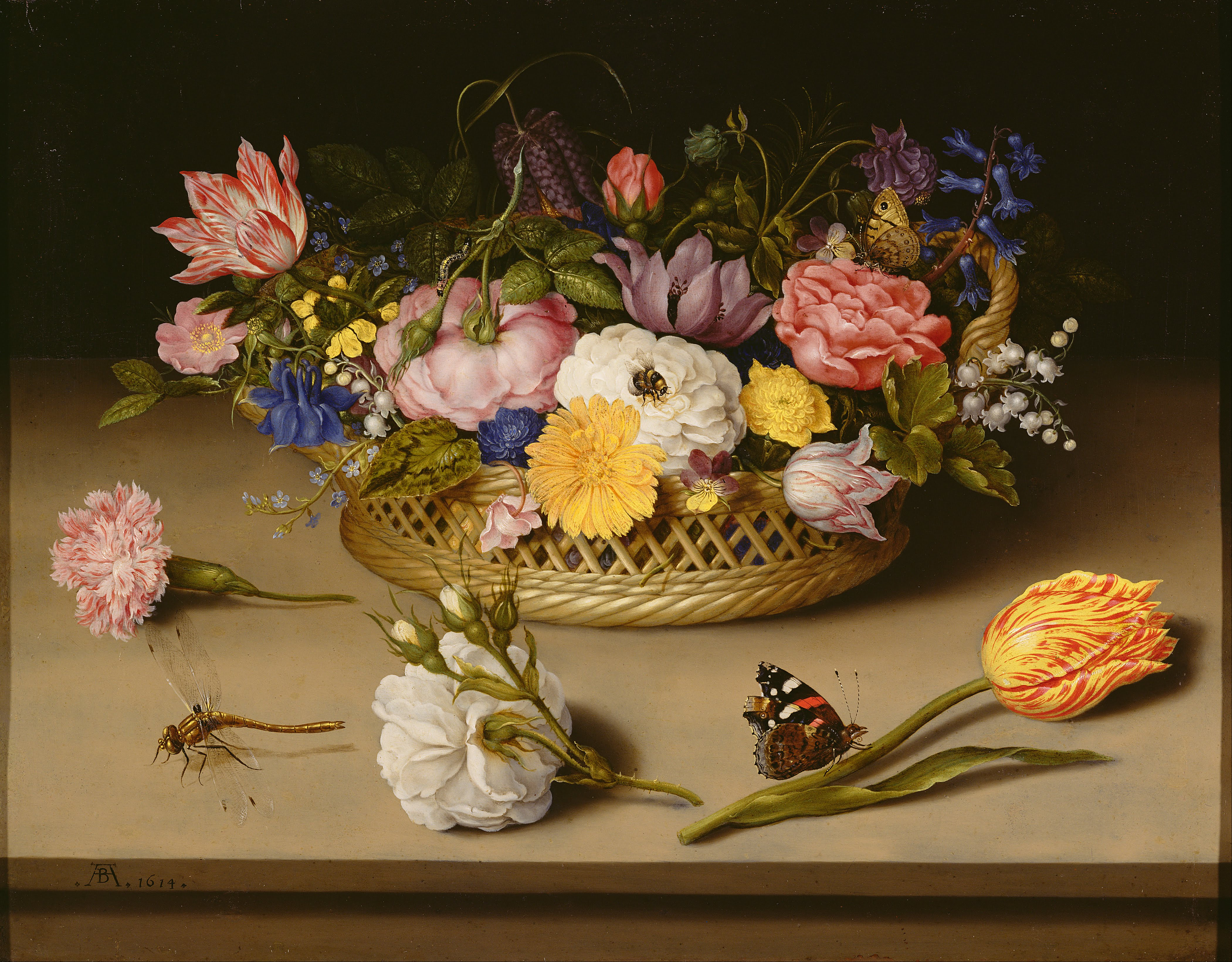
アンブロジウス・ボスハールト (1573–1620)『静物』

ヨーロッパの美術館では、魅力的な色の縞を持つチューリップを描いた絵画を多く見ることができる。そのほとんどは、ヨハネス・ボスハールトの静物画のように、17世紀に描かれたものである。チューリップは特に人気があり、余裕のある人々がそれを求めていた。1630年代のチューリップ・バブルのピーク時には、1つの球根が家と同じくらいの価値があった。チューリップの縞模様がジャスミンから誤って人為的に感染させられたウイルスによって引き起こされていることは、当時知られていなかった。ウイルスによって球根が弱ってしまうため、投資としてはまずいものであった。また、親の球根の魅力的な特性は、わずかな球根にしか受け継がれなかった。
アイルランドでの1845–1852年のジャガイモ飢饉以前は、ジャガイモに最も多い病気はカビではなく、ウイルスによるものであった。「カール」(curl) と呼ばれた病気は、ジャガイモリーフロールウイルスによって引き起こされるもので、1770年代にイングランドで蔓延し、ジャガイモの収穫量の75%が壊滅した。その当時、アイルランドのジャガイモの収穫は比較的影響を受けていなかった。

## 予防接種の発見

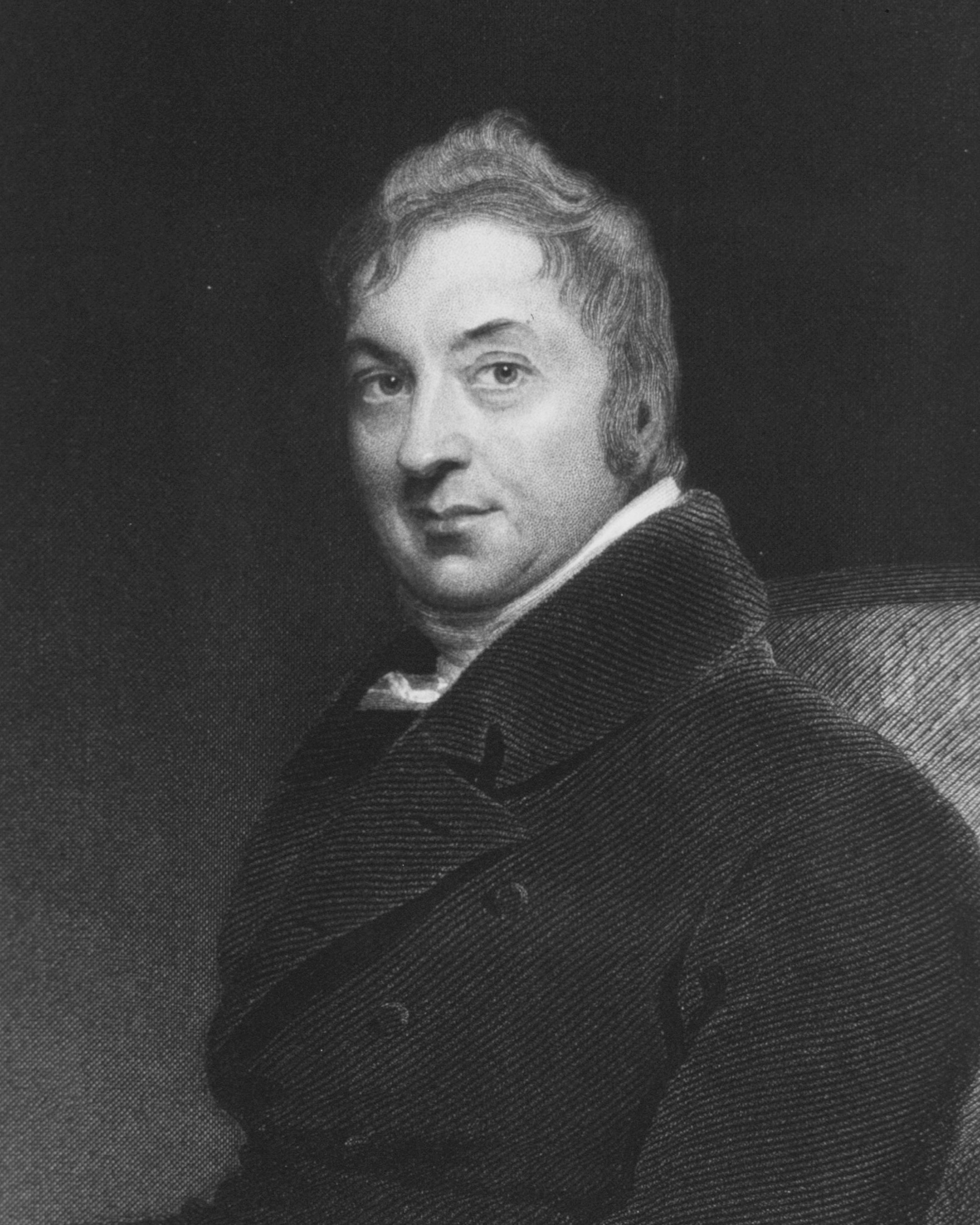
エドワード・ジェンナー

メアリー・ウォートリー・モンタギュー (1689–1762) は、イギリスの貴族、著述家で、国会議員の妻であった。1716年、彼女の夫エドワード・ウォートリー・モンタギューは、イスタンブールのイギリス大使に任命された。彼女は、彼に同行して到着した2週間後、天然痘からの保護のために人痘接種 (天然痘患者の膿の皮膚への注射) が現地で行われていることを発見した。彼女の弟は天然痘で死亡しており、彼女自身も天然痘にかかっていた。彼女の5歳の息子エドワードに同じ苦しみを味わわせないよう心を決めた彼女は、大使館の外科医チャールズ・メイトランドに命じて彼に人痘接種を行わせた。彼女はロンドンへ戻った後、王の医師たちの面前で彼女の4歳の娘へ人痘接種を行うようメイトランドに依頼した。その後モンタギューは、当時のプリンス・オブ・ウェールズ (後のジョージ2世) に対し、人痘接種の公開実演の後援を求めて請願を行った。死刑を宣告されニューゲート監獄で刑の執行を待っていた6人の受刑者が、完全な赦免を求めて公開実験の被験者に志願した。1721年に人痘接種が行われ、すべての受刑者が回復した。その保護効果を確かめるため、受刑者の1人であった19歳の女性は、6週間にわたって10歳の天然痘患者と同じベッドで寝るよう命じられた。彼女は病気に感染することはなかった。

実験は11人の孤児でも繰り返され、全員がその試練を乗り越えた。そして1722年にはジョージ1世の孫までもが接種を行った.。しかし完全に安全というわけではなく、50人に1人の確率で死亡する可能性があった。また、その手続きは高価で、医師は5ポンドから10ポンドの料金を取った。その技術は50ポンドから100ポンドで他の医師に売られ、時には利益の半分が要求されることもあった。人痘接種は儲かる特権となったが、1770年代後半までは大衆の手段となることはなかった。また、当時はウイルスや免疫系のことは何も知られておらず、どのように保護効果が得られているのか知る者はなかった。

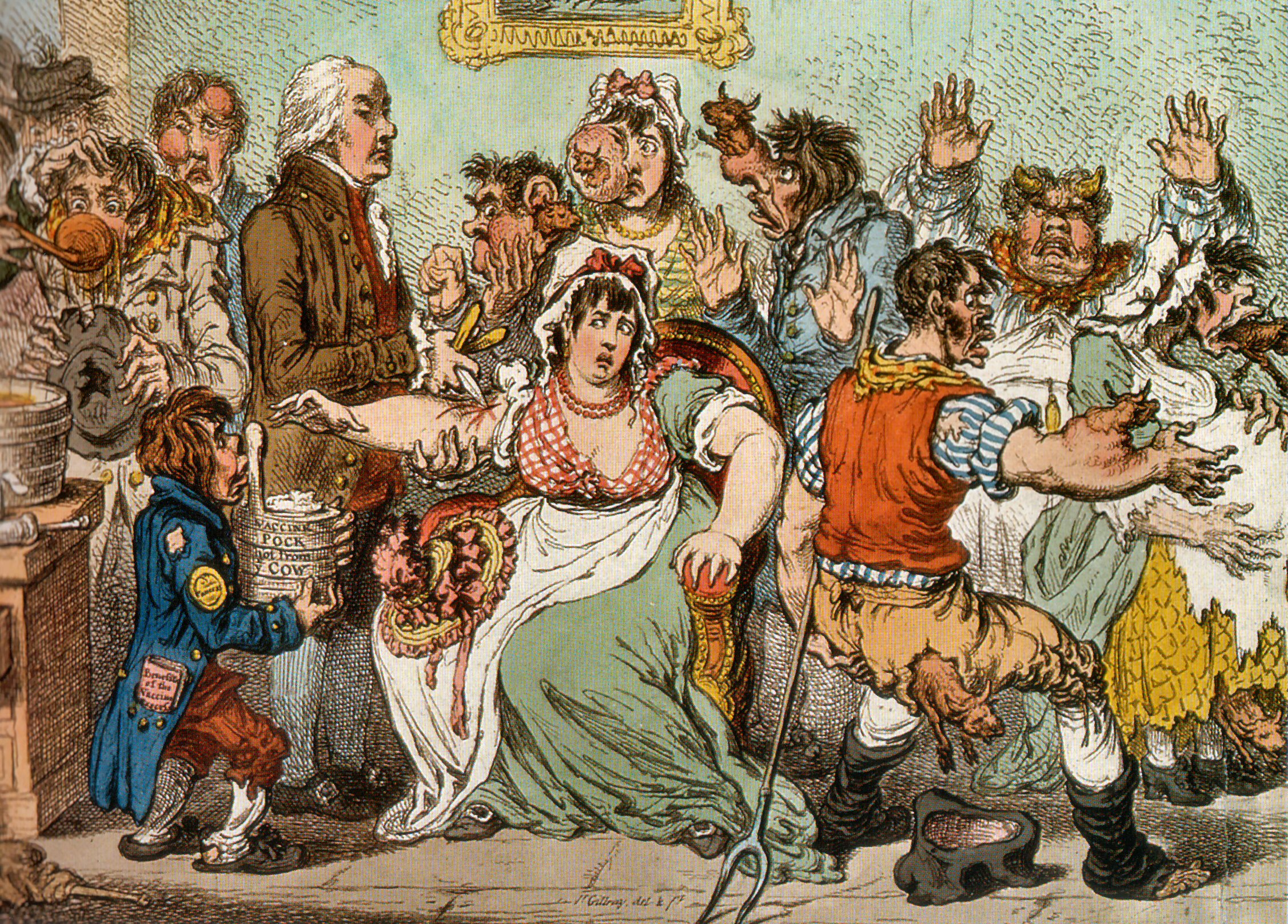
ジェンナーの予防接種を描いた1802年の漫画。予防接種を受けた人の体から牛が現れるさまが描かれている。

エドワード・ジェンナー (1749–1823) はイギリスの田舎の医師で、少年の頃に人痘接種を受けていた。彼は非常に苦しんだが、生き残って天然痘から保護された。ジェンナーは、牛痘と呼ばれる比較的軽度の感染症にかかった酪農家は天然痘に免疫がある、という土地の俗信を知っており、この説を検証することにした (おそらく彼が最初の人物ではなかったが)。1796年5月14日、彼は「牛痘接種のための8歳前後の健康な少年」を選んだ。その少年ジェームス・フィップス (1788–1853) は、軽度の発熱があっただけで接種実験を生き残った。1796年7月1日に、ジェンナーは "smallpox matter" (おそらく天然痘に感染した人の膿) を用いて、フィップスの腕に繰り返し接種を行った。フィップスはその後も20回以上接種を行ったが、病に倒れることはなかった。これが予防接種 (ワクチン接種、vaccination) の始まりであり、vaccination という語はラテン語で「牛」を意味する vacca に由来している。ジェンナーの方法はすぐに人痘よりも安全であることが判明し、1801年までに10万人以上が予防接種を受けた。
人痘接種を実施していた医師たちは収入の減少を予見して反論を行ったが、貧困層への無料の予防接種が1840年にイギリスで導入された。同年、人痘接種は関連死のため違法となった。1853年の予防接種法 (Vaccination Act) によって、イングランドとウェールズで予防接種は義務となり、子供に3ヶ月までに予防接種を受けさせなかった親は、1ポンドの罰金となった。しかし法律は適切な強制力を持たず、1840年からの予防接種のシステムは非効率的なものだった。始めのころは人々は従っていたが、後に一部の人しか予防接種を受けなくなった。予防接種の義務化の評判は芳しくなく、抗議の声を受けて Anti-Vaccination League と Anti-Compulsory Vaccination League が1866年に結成された。反ワクチンキャンペーンの結果、1895年にはグロスターで20年ぶりに天然痘の重大なアウトブレイクが起こり、434人が死亡し、その中には281人の子供が含まれていた。それにもかかわらずイギリス政府は抗議者たちに譲歩し、1898年に予防接種法の罰金を廃止し、予防接種の効果を信じない親のために「良心的拒否者」(conscientious objector、この語の最初の使用例である) の条項を制定した。翌年には25万人が良心的拒否を行い、1912年には新生児の半分未満しか予防接種を受けない事態となった。1948年には、イギリスで天然痘の予防接種は義務とされなくなった。

### ルイ・パスツールと狂犬病

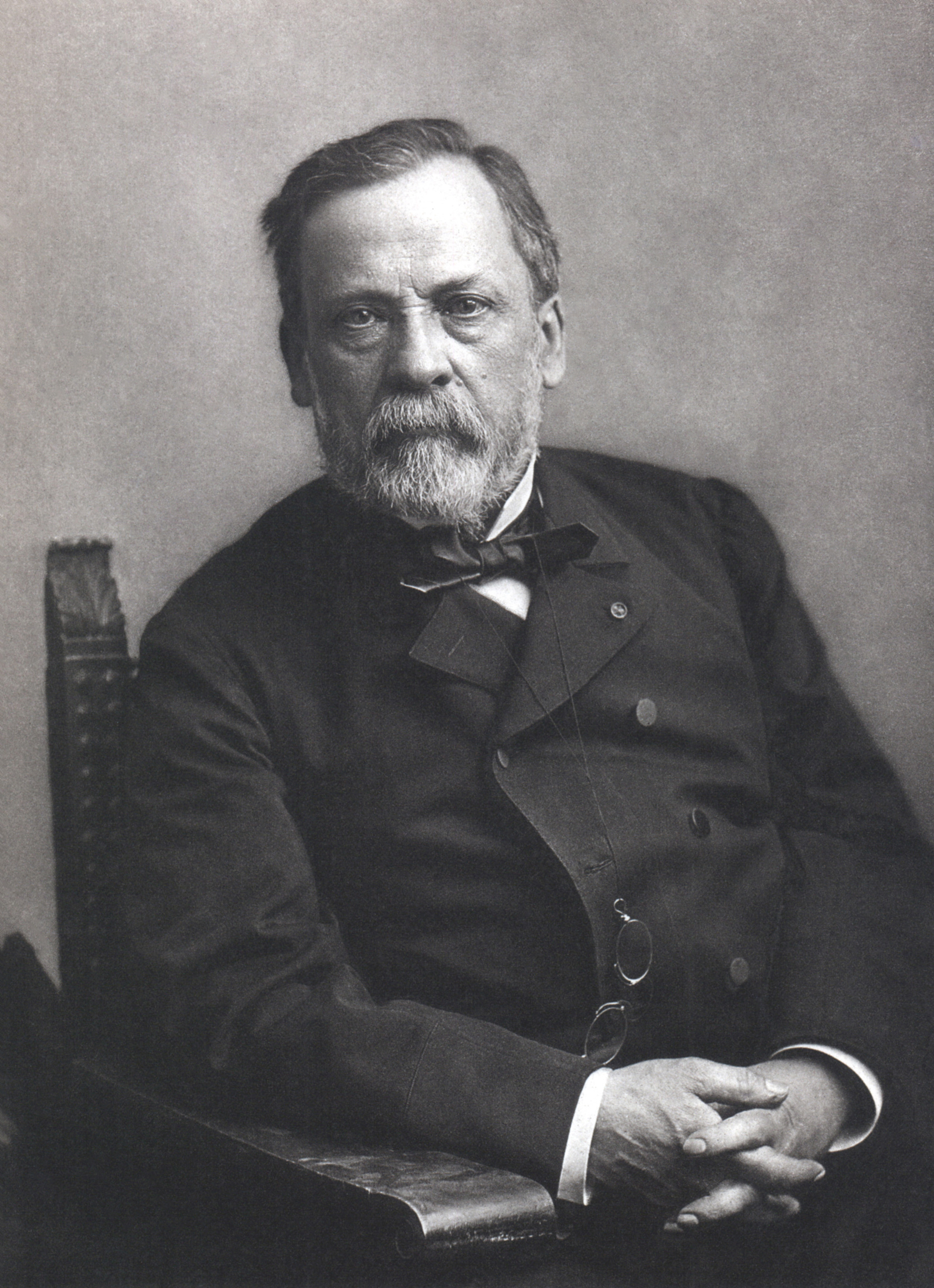
ルイ・パスツール

狂犬病は、狂犬病ウイルスが哺乳類に感染することで引き起こされる致死性の高い病気である。21世紀では主にキツネやコウモリなどの野生の哺乳類が感染する病気であるが、最も古くから知られているウイルス病の1つである。英語の rabies という語は紀元前3000年頃のサンスクリットで「狂気」「憤怒」を意味する rabhas に由来し、この病気は4000年以上前から知られている。狂犬病と思われる記述は古代メソポタミアの文献、紀元前2300年頃のエシュヌンナ法典にも見つかる。古代ギリシアでは「狂気」を意味する lyssa または lytta と呼ばれていた。アリストテレス (紀元前384–322) の記述は、この病気について明確に記載した最古の例の1つであり、病気がどのように人間へ伝えられたかが記述されている。1世紀にケルススは恐水病 (hydrophobia) と呼ばれる症状について記録した。彼は、感染した動物やヒトの唾液に粘液状の毒か何かが含まれていることを示唆し、これを記述するために「ウイルス」(virus) という語を造った。狂犬病は流行を引き起こすことはないが、狂気、水への恐怖、そして死、というおぞましい症状のため、感染は大いに恐れられた。
ルイ・パスツール (1822–1895) の時代のフランスでは、狂犬病は毎年数百人の感染がある程度であったが、その治療は絶望視されていた。その危険性に気づいたパスツールは、狂犬病の犬に原因となる「微生物」を探し始めた。パスツールは狂犬病で死亡した犬の脊髄を乾燥させて砕き、それを健康な犬に注射しても感染は起こらないことを示した。彼は、間隔を短くしながら同じ犬への乾燥組織の注入実験を繰り返し、その結果、感染した脊髄の新鮮な組織を注入しても犬は生存するようになった。パスツールは犬を狂犬病に対して免疫化することに成功したが、彼は後に50回以上も実験を繰り返した。

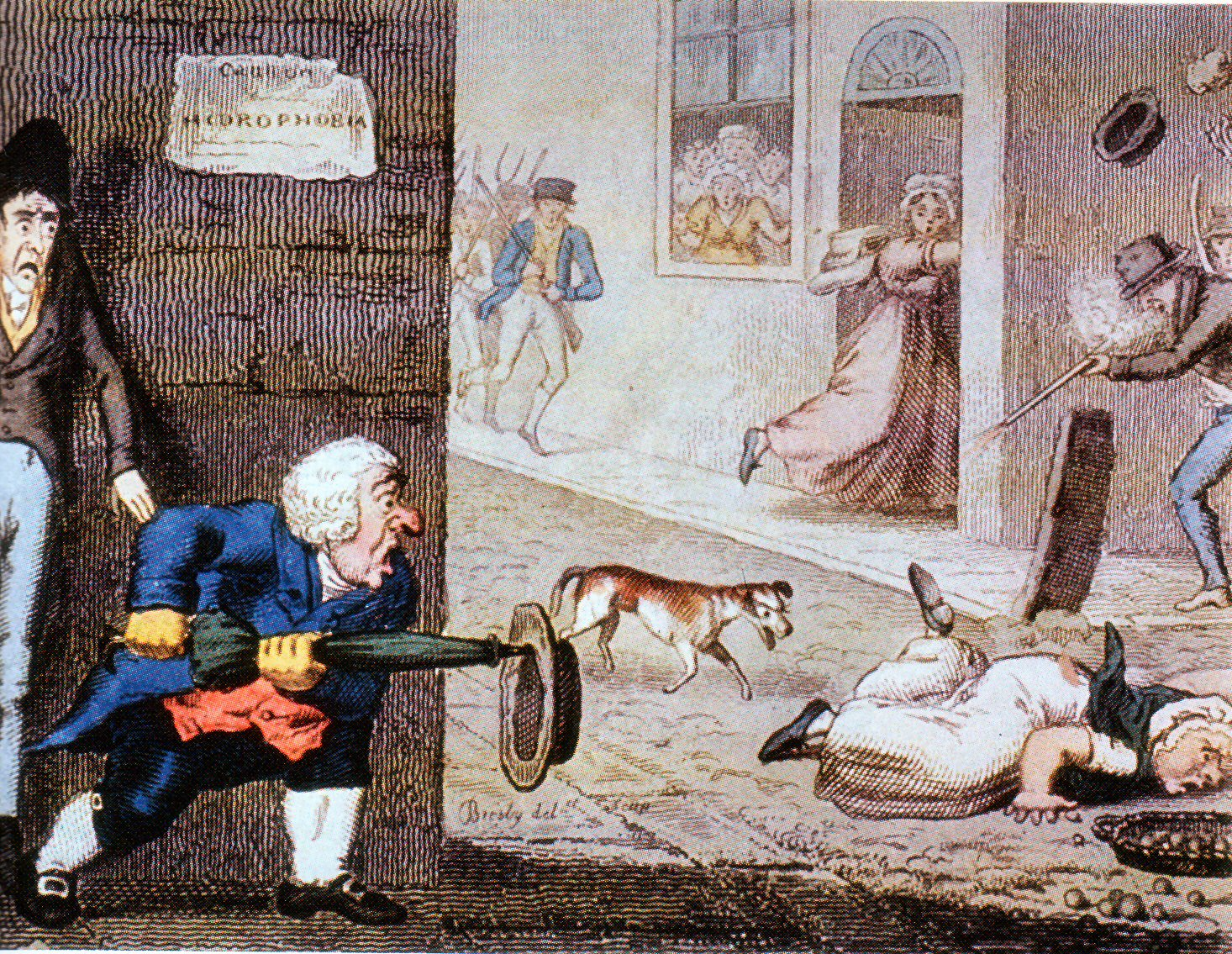
ロンドンの通りの狂犬病の犬を描いた1826年の漫画。

パスツールは自分の方法がどのように機能しているのかほとんど見当もつかなかったが、1885年7月6日に母親によってパスツールのところへ連れられてきた少年ジョゼフ・マイスター(1876–1940) にその方法を試した。彼は狂犬病の犬による咬傷だらけであり、母親はパスツールに息子を助けてくれるよう懇願した。パスツールは科学者であって医師ではなく、事態が悪化した際に彼の身に起こることをよく理解していた。それにもかかわらず彼は少年を助けることを決心し、狂犬病に感染したウサギの脊髄組織を、量を増やしながら10日間にわたって注入した。パスツールは後に「この子供の死は不可避なものに思われたので、私は深刻な不安を覚えることなく......犬で常に上手くいっていた方法をジョゼフ・マイスターに試すことを決心した」と記している。マイスターは回復し、7月27日には母親とともに帰宅した。パスツールは同じ年の10月にも2人目の少年の治療に成功した。その少年ジャン=バティスト・ジュピエ (Jean-Baptiste Jupille, 1869–1923) は15歳の羊飼いで、他の子供たちを狂犬病の犬から守ろうとして重度の咬傷を負ったのだった。パスツールの治療法は、その後50年以上も使われ続けた。
病気の原因については、1903年にアデルキ・ネグリ (1876–1912) が狂犬病の動物の脳に、現在ではネグリ小体と呼ばれている顕微鏡的病変を発見するまでほとんど明らかにされていなかった。彼はそれらが原生動物の寄生体であると誤って考えていた。Paul Remlinger (1871–1964) は濾過実験によってそれらが原生動物よりもずっと小さく、さらに細菌よりも小さいことを示した。30年後、ネグリ小体は 100–150 nm の長さの粒子の凝集体であることが示された。現在ではそれはラブドウイルスの粒子の大きさであり、そのウイルスが狂犬病を引き起こすことが明らかにされている。

## 20世紀と21世紀
20世紀へ入ろうという頃に、細菌には小さすぎて通過できない孔径を持つフィルターを用いた実験からウイルスの存在の証拠が得られ、それらを記述するために「濾過性ウイルス」(filterable virus) という語が造られた。1930年代まで、ほとんどの科学者はウイルスは小さな細菌であると信じていた。1931年の電子顕微鏡の発明によって、ウイルスが細菌とは全く異なるものであることが示されたが、有毒なタンパク質が蓄積したものではないと全ての科学者が確信するには至らなかった。ウイルスがDNAまたはRNAからなる遺伝物質を含むことが発見されると、状況は劇的に変化した。それらが他とは異なる生物学的実体であることが認識されると、植物、動物、そして細菌に対する多数の感染の原因となっていることがすぐに示された。
20世紀にはヒトの多くの病気がウイルスによって引き起こされていることが発見されたが、その中の1つである天然痘は撲滅された。HIVやインフルエンザウイルスによって引き起こされる病気は、より制御が難しいものであることが判明した。また、アルボウイルスによって引き起こされる病気などが新たな脅威となっている。
歴史を通じて人類が行動を変化させるにつれ、ウイルスも変化してきた。古代はパンデミックが起こるには人口が少なすぎ、いくつかのウイルスは生き残ることができなかった。20世紀と21世紀には、人口密度が増加し、農耕手法には革命的な変化が起き、人々は高速で移動するようになった。これらの変化は、新たなウイルスの拡散と太古のウイルスの再出現をもたらすこととなった。天然痘と同様にしてウイルス病のいくつかは克服されるかもしれないが、重症急性呼吸器症候群 (SARS) のような新たなウイルス病が出現し続けている。2009年のインフルエンザのパンデミックでは、新たな系統のウイルスが、封じ込めの努力にもかかわらず、いかに速く拡散し続けるかが明らかにされた。ワクチンは現在でもウイルスに対する最も強力な武器であるが、宿主内で増殖するウイルスを特異的に標的とした抗ウイルス薬がここ数十年の間に開発されている。
ウイルスの発見と制御の技術は進歩し続けている。肺炎を含めた呼吸器の感染を引き起こすヒトメタニューモウイルスは2001年に発見された。子宮頸がんを引き起こすヒトパピローマウイルスに対するワクチンは2002年から2006年にかけて開発された。2005年には、ヒトTリンパ好性ウイルスの3型と4型が発見された。2008年にはWHOの世界ポリオ根絶イニシアティブ (Global Polio Eradication Initiative) が再開され、2015年までのポリオの撲滅が目標として掲げられた。2010年には、アメーバに感染する巨大なウイルス、メガウイルス・キレンシス Megavirus chilensis が発見された。巨大なウイルスは、ウイルスの進化における役割と系統樹への位置づけについて新たな関心を呼び起こした。

### 天然痘の根絶

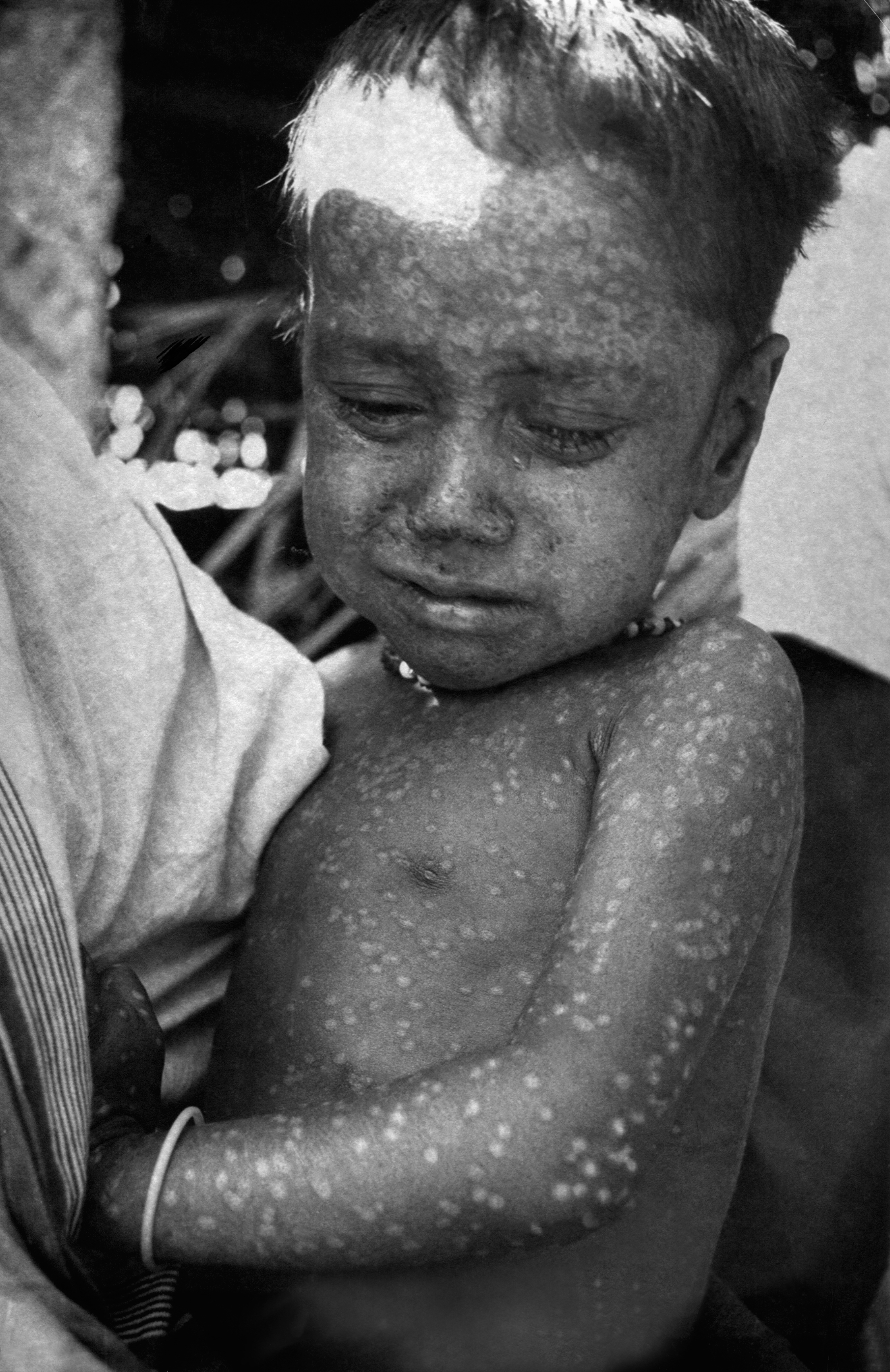
天然痘 (Variola major) に感染した最後の人物 Rahima Banu、1975年。

天然痘は20世紀の主要な死因であり、約3億人がこの病気で死亡した。天然痘ウイルスは、おそらくどのウイルスよりも多くの人間の死因となっている。1966年の世界保健総会 (世界保健機関の意思決定組織) において、天然痘根絶強化計画 (intensified smallpox eradication programme) を開始し、10年以内にこの病気を根絶するという合意に達した。当時、ブラジル、インド亜大陸全体、インドネシア、サブサハラアフリカを含む31か国で未だに天然痘の流行が続いていた。この野心的な目標は、いくつかの理由から達成可能なものであると考えられた。ワクチンに非常に優れた保護効果があること、ウイルスに1つの型しか存在しないこと、自然宿主となる動物が存在しないこと、感染の潜伏期間が知られており (12日) 滅多に変化しないこと、感染によって必ず症状が現れるため感染している人物が明らかであること、などがその理由として挙げられる。
集団予防接種の後は、病気の発見と封じ込めが根絶運動の中心となった。症例が見つかるとすぐに感染者は隔離され、濃厚接触者は予防接種を受けた。成功はすぐに訪れ、1970年までに天然痘は西アフリカでの流行は終結し、ブラジルでも1971年までに終結した。1973年までに、天然痘の流行地域はインド亜大陸、ボツワナ、エチオピアのみとなった。13年にわたる世界中での組織的な疾病監視と予防接種運動の後、1979年に世界保健機関は天然痘の根絶を宣言した。根絶の主要な武器は、ワクチンとして用いられたワクシニアウイルスであったが、ワクシニアウイルスが何に由来するのかについて正確には知られていなかった。それはエドワード・ジェンナーが用いた牛痘の株でもなく、天然痘の弱毒化株でもなかった。2017年になって、ワクシニアウイルスが馬痘ウイルス (horsepox virus) に由来する可能性が高いことが報告された。
根絶運動の中で、ジャネット・パーカー (c. 1938–1978) の死と、天然痘の専門家ヘンリー・ベドスン (Henry Bedson、1930–1978) の自殺が起こった。パーカーはバーミンガム大学の職員であり、ベドスンの天然痘の研究室と同じ建物に勤務していた。彼女は、ベドスンのチームが研究していた天然痘ウイルス株に感染した。事故を恥じ、責任を感じたベドスンは自殺を遂げた。
2001年のアメリカ同時多発テロ事件以前は、世界保健機関はアメリカとロシアの研究室に保管されている天然痘ウイルスの在庫の破棄を提案していた。天然痘を用いたバイオテロの恐れと、感染治療薬の開発のためのウイルス備蓄の必要性のため、この計画は終了することとなった。これらの破棄が完了すれば、天然痘ウイルスは人間の介入によって絶滅した最初のウイルスとなるだろう。

### 麻疹
ヒトは麻疹ウイルスの唯一の自然宿主である。1960年代に予防接種が導入される以前は、麻疹はアメリカで毎年50万件発生し、400人程度が死亡していた。先進国の子供は主に3歳から5歳の間に感染していたが、発展途上国では半数の子供が2歳以前に感染した。アメリカとイギリスでは出生数に依存して毎年または隔年で定期的な病気の流行が発生していた。現在流行している系統は、20世紀の前半、おそらく1908年から1943年の間に進化したものである。

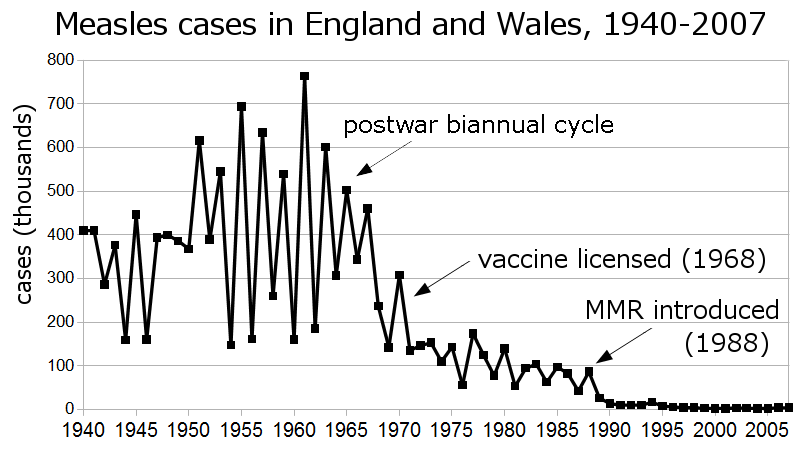
イングランドとウェールズにおける1940年から2007年の間の麻疹の報告件数。年40万件程度から1000件以下に減少している。

1950年から1968年の間、ロンドンでは1年おきに流行が発生していたが、出生率の高いリヴァプールでは流行は毎年発生していた。第二次世界大戦以前の世界恐慌の期間はアメリカの出生率は低く、麻疹の流行は散発的なものだった。戦後に出生率が増加すると、流行は1年おきに定期的に発生するようになった。出生率がきわめて高い発展途上国では、流行は毎年発生した。人口密度が高く開発が遅れており、出生率が高く予防接種が効率的に行われていない国家では、麻疹はいまだに大きな問題となっている。
1970年代中盤の"Make measles a memory"という集団予防接種プログラムによって、アメリカでの麻疹の発生は90%以上減少した。同様の予防接種運動が他の国でも行われ、感染は50年で99%減少した。一方で麻疹に感受性の人々がいまだに感染源となっており、これには予防接種計画が非効率的な国家からの移民や、ワクチンを拒否した人、子供に予防接種を受けさせない選択をした人が含まれる。感染による麻疹への免疫は終生維持されるが、予防接種によって獲得された免疫は長期継続するものの次第に減弱する。
ワクチンの使用については論争があった。1998年に、アンドリュー・ウェイクフィールドと彼の同僚は捏造された研究論文を発表し、MMRワクチンと自閉症との関連性を主張した。研究は幅広く報道され、予防接種の安全性についての懸念が生じた。ウェイクフィールドの研究は捏造であることが確定し、2010年に彼はイギリスの医師免許を剥奪され、イギリスで医療行為を行うことが不可能になった。この論争を受けて、イギリスでのMMRワクチンの接種率は、1995年の92%から、2003年には80%未満に低下した。麻疹の症例は、1998年の56件から2008年には1370件にまで増加し、同様の増加がヨーロッパ中で発生した。2013年の4月にはイギリスのウェールズで麻疹の流行が発生し、感染したのは主に予防接種を受けていない10代であった。この論争にもかかわらず、フィンランド、スウェーデン、キューバでは麻疹は根絶された。日本では、1992年に義務的な予防接種が廃止され、1995–1997年には国内で20万件以上の症例が報告された。日本では麻疹はいまだに公衆衛生上の問題となっており、現在でも流行している。国内の病気の根絶を目標とした、麻しん排除計画が2007年の12月に策定された。麻疹の世界的な根絶の可能性については、1960年代にワクチンが導入されて以降、医学的文脈で議論が続いている。現在のポリオ根絶運動の成功を受けて、新たな議論がなされると予想される。

### ポリオ

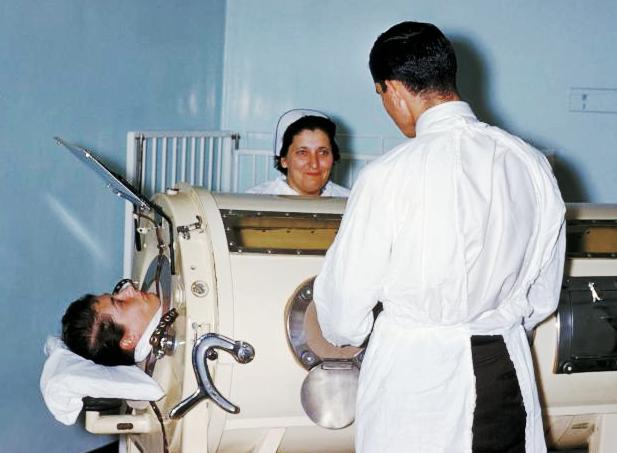
1960年ロードアイランド州でのポリオの流行時に、タンク型の呼吸器「鉄の肺」に入った患者を診察する病院のスタッフ。

20世紀中盤の夏を通じて、アメリカとヨーロッパの親は「小児麻痺」として知られていた急性灰白髄炎 (ポリオ) の出現を毎年恐れていた。この病気は20世紀の初頭には稀であり、世界中で毎年数千件の症例があるだけだったが、1950年代にはアメリカだけで毎年6万件、イングランドとウェールズでは平均して2300件発生した。
1916年から1917年にかけてアメリカで大きな流行が発生し、2万7000件の症例と6000人の死亡が記録され、発生件数はニューヨークだけでも9000件に達した。当時ウイルスがどのように広まっているのかについて知る者はなかった。多くの都市居住者たちは、科学者たちも含めて、病気がスタテンアイランドのような豊かな地域でより広がっていたにもかかわらず、貧しいスラムに居住する移民が感染源となっていると考えていた。フィラデルフィアのような都市でも同様のパターンが見られた。多くの先進国も同時に影響を受けており、特にスウェーデンでは、アメリカでのアウトブレイク以前に大規模な流行が発生していた。
ポリオが20世紀に入ってから先進国で増加した理由は完全には解明されていない。ポリオウイルスは、糞口経路でヒトからヒトへ伝染し、自然宿主はヒトだけである。そのため、衛生環境が改善されて豊かになった時期に問題となったのは逆説的である。ウイルスは20世紀の初めには発見されていたが、それが普遍的に存在することは1950年代まで認識されていなかった。感染者のうち病気が進行するのは2%以下であり、ほとんどの感染は軽度であることが現在では知られている。流行の最中にはウイルスは事実上どこにでも存在していたため、公衆衛生当局は感染源を特定することができなかった。
1950年代中盤のワクチンの開発を受けて、集団予防接種運動が多くの国で行われた。アメリカではマーチ・オブ・ダイムズによる運動の後、ポリオの年間発生件数は劇的に低下し、アウトブレイクは1979年が最後となった。1988年には世界保健機関などの組織は世界ポリオ根絶イニシアティブを開始し、1994年にはアメリカ大陸はポリオの清浄地域となり、2000年には太平洋地域が、そして2003年にはヨーロッパが続いた。2012年の終わりには、ポリオの世界保健機関への報告は223件のみとなった。多くはポリオウイルス1型の感染であり、122件がナイジェリア、1件がチャド、58件がパキスタン、37件がアフガニスタンで発生した。予防接種チームはしばしば危険に遭遇した。2013年の初めに、パキスタンでは予防接種を実施していた7人が殺害され、ナイジェリアでは9人が殺害された。パキスタンではさらなる妨害があり、2013年2月26日には警備を行っていた警察官が殺害された。

### エイズ (AIDS)

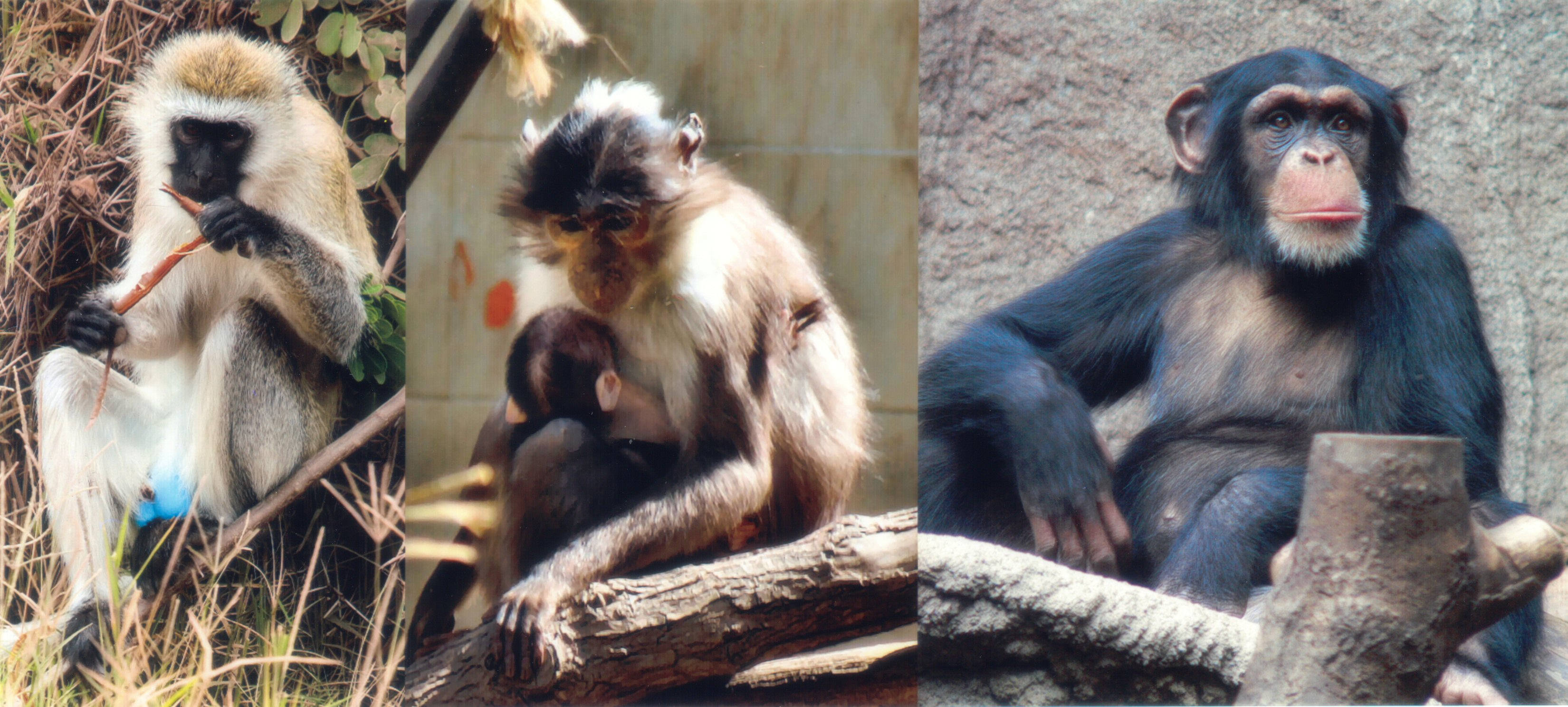
左から右へ: サル免疫不全ウイルスの宿主であるサバンナモンキー、ヒト免疫不全ウイルス2型 (HIV-2) の起源とされるスーティーマンガベイ、ヒト免疫不全ウイルス1型 (HIV-1) の起源とされるチンパンジー。

ヒト免疫不全ウイルス (HIV) は、感染が治療されなければ後天性免疫不全症候群 (AIDS) を引き起こすウイルスである。ほとんどのウイルス学者は、HIVの起源は20世紀のサブサハラアフリカであると考えており、7000万人以上がウイルスに感染した。2011年までに、3500万人がAIDSで死亡したと推計されており、有史以来最も破壊的な流行の1つであると考えられている。HIVの1型 (HIV-1) は、20世紀の最後の四半世紀に出現した最も重大なウイルスの1つである。1981年に5人の若い同性愛者の男性の死を報告する科学論文が発表され、AIDSによる死亡が知られることとなった。ウイルスの流行と、ウイルスが数十年にわたって静かに出現してきていたことについて、その全貌を知る者はいない。
HIVは、20世紀の初期にアフリカでチンパンジーとヒトの間の種の壁を越えた。続く年代には、アフリカで大規模な社会変動と社会不安が生じた。かつてない規模の人口移動で大多数の人々が田舎の農村から拡大する都市部へ移動し、ウイルスは離れた地域から人口密度が高い都市圏へ広がった。AIDSの潜伏期間は約10年であり、世界的な流行が1980年代の初頭に始まったというのは信頼性が高い。当時、HIVの流行について多くの責任転嫁がなされ、汚名が着せられた。HIVのパンデミックの起源についての「出アフリカ」説はアフリカ人には良く受け止められず、彼らは見当違いの非難を受けていると感じた。そのため、1987年の世界保健総会で、HIVは「不明な地理的起源から自然に発生した」とする決議が採択された。
HIVのパンデミックは共同体の脅威となり、世界中で社会の変化がもたらされた。セクシャリティについての意見がよりオープンに議論されるようになった。かつてはタブーであった性行為や薬剤使用についての助言が、多くの政府や医療供給者の後援のもとでなされるようになった。特により貧しい国々では、抗レトロウイルス薬の提供と費用の倫理に関する議論によって医療の不平等が浮き彫りとなり、広範囲に及ぶ立法の変化が刺激された。発展途上国ではHIVとAIDSの影響は甚大なものであり、医療、防衛、公務員の主要組織に深刻な混乱が生じた。また平均余命は低下し、例えばジンバブエでは、1991年には79年であった平均余命が2001年には39年にまで低下した。

### インフルエンザ

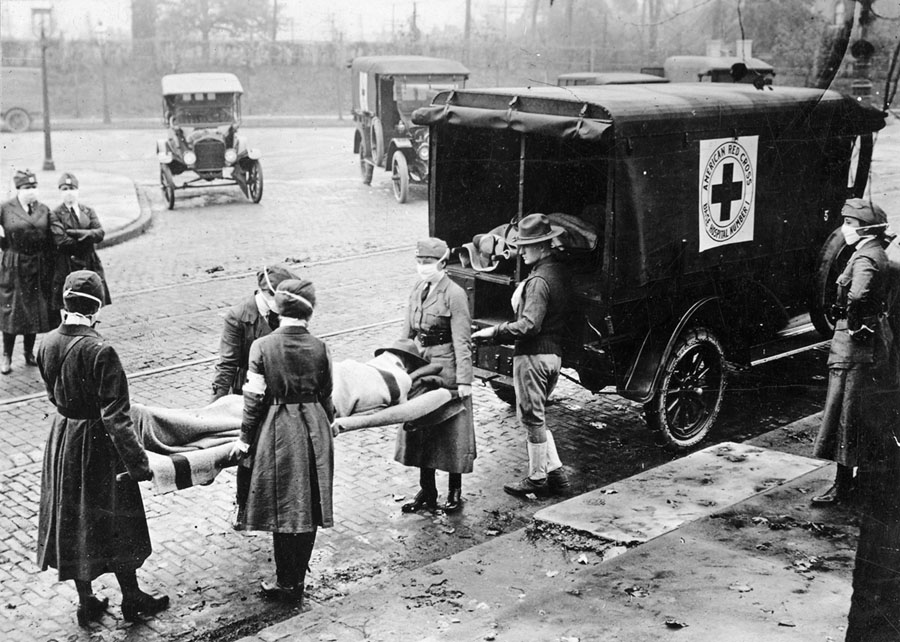
スペインかぜの犠牲者を家から搬出するアメリカ赤十字社の会員、1918年。

インフルエンザウイルスが抗原シフトを起こし、多くの人が新たな系統への免疫を持っていないとき、またはウイルス感受性の人口が感染の連鎖を維持するのに十分なほど多いとき、パンデミックが発生する。遺伝的な変異は通常、異なる系統のウイルスが動物、特に鳥類やブタに共感染したときに起こる。脊椎動物の多くのウイルスは1種の宿主にしか感染しないが、インフルエンザウイルスはその例外である。19世紀の最後のパンデミックは1899年に発生し、ヨーロッパで25万人が死亡した。ロシアまたはアジアで発生したこのウイルスは、鉄道や蒸気船によって迅速に拡散した最初のウイルスであった。
ウイルスの新たな系統が1918年に出現し、その後に起こったパンデミック (スペインかぜ) は歴史上最悪の自然災害の1つである。死者数は甚大で、世界中で5000万人が感染によって死亡した。アメリカでは55万人の死亡が報告され、これは第一次世界大戦における自国の死者数の10倍であった。イギリスでも22万8000人が死亡した。インドでは2000万人以上が死亡し、西サモアでは人口の22%が死亡した。インフルエンザの流行は毎冬発生するものの、20世紀にパンデミックにまで至ったのはあと2度だけである。
1957年には別の新たな系統が出現し、アジアかぜのパンデミックが引き起こされた。このウイルスのビルレンスは1918年の系統ほど高くはなかったが、世界中で100万人以上が死亡した。次のパンデミック (香港かぜ) が1968年に発生し、1957年の系統から新たな系統へ置き換わった。1968年のパンデミックで影響を受けたのは主に高齢者で、重症度は最も低かったものの、アメリカで3万3800人が死亡した。インフルエンザウイルスの新しい系統はしばしば東アジアで発生する。中国の農村部はアヒル、ブタ、そしてヒトの密集度が世界で最も高く、これが1つの要因と考えられる。
最新のパンデミックは2009年に発生したが、直近の3つのパンデミックはいずれも1918年のように壊滅的なものとはならなかった。なぜ1918年に出現した系統がこれほどまでに壊滅的であったのか、その正確な理由はいまだ解明されていない。

### 黄熱、デング熱、他のアルボウイルス感染症

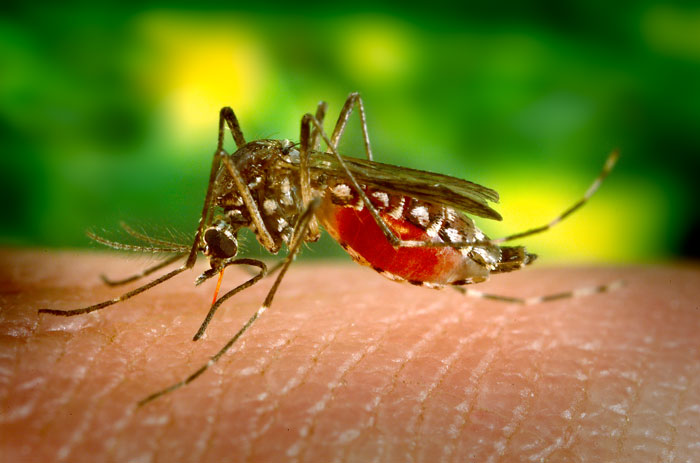
ヒトの血を吸うネッタイシマカ Aedes aegypti。

アルボウイルスは、吸血昆虫によってヒトや他の脊椎動物に伝染するウイルスである。「アルボウイルス」(arbovirus) という語は"arthropod-borne virus" (節足動物媒介ウイルス) に由来し、現在の分類学では正式には用いられない、ウイルスの拡散方法による分類である。アルボウイルスには500以上の種が存在するが、1930年代にはヒトの病気を引き起こすものとして、黄熱ウイルス、デングウイルス、サシチョウバエ熱ウイルスの3種だけが知られていた。現在では、脳炎を含むヒトの病気を引き起こすものとして、100以上のアルボウイルスが知られている。
黄熱はフラビウイルスの1種 (黄熱ウイルス) によって引き起こされる、最も悪名高い病気である。アメリカでの最後の大きな流行は1905年に発生した。パナマ運河の建設中、数千人の労働者がこの病気で死亡した。黄熱はアフリカに起源を持ち、ウイルスを保有するネッタイシマカ Aedes aegypti を載せた貨物船によってアメリカ大陸へもたらされた。アフリカで記録された最初の流行は、1926年西アフリカのガーナで発生したものである。1930年代には、この病気はブラジルに再出現した。アメリカの疫学者 Fred Soper (1893–1977) は、ヒト以外の宿主へ感染する森林サイクル (sylvatic cycle) の重要性と、ヒトへの感染はこのサイクルを終わらせる「行き止まり」であることを発見した。黄熱ワクチンはこれまで開発された中で最も成功したものの1つであるが、流行は発生し続けた。西アフリカでは1986–91年に2万人以上が感染し、そのうち4000人が死亡した。
1930年代には、セントルイス脳炎、東部馬脳炎、西部馬脳炎がアメリカに出現した。ラクロス脳炎を引き起こすウイルスが1960年代に発見され、ウエストナイルウイルスが1999年にニューヨークに到達した。2010年現在、デングウイルスが最も流行しているアルボウイルスであり、ビルレンスが高くなった系統がアジアやアメリカ大陸で拡散している。

### 肝炎ウイルス
肝炎は、古代末期から知られる肝臓の疾患である。その症状は黄疸 (皮膚、眼、体液の黄染) を伴う。肝炎を引き起こす多くの因子の中にはウイルスも含まれ、特にA型肝炎ウイルス、B型肝炎ウイルス、C型肝炎ウイルスが主要な原因となる。黄疸の流行は歴史を通じて記録されており、主に戦場の兵士がその影響を受けている。この「戦役黄疸」(campaign jaundice) は中世にはありふれたものだった。また、それはナポレオンの軍隊や、19世紀と20世紀の主要な戦闘のほとんどでも発生した。アメリカの南北戦争では4万を超える症例と約150人の死亡が報告された。流行性の黄疸を引き起こすウイルスは20世紀の半ばまで発見されなかった。流行性の黄疸と血液を介して感染する黄疸とが異なる疾患である証拠が1946年に発表され、それぞれに対しA型肝炎、B型肝炎という名称が1947年に初めて用いられた。1960年代にB型肝炎ウイルスが発見され、A型肝炎ウイルスは1974年に発見された。
B型肝炎ウイルスの発見とその検出法の発明は、医療・美容に関するの処置の多くに抜本的な変化をもたらすこととなった。献血のスクリーニングが1970年代初頭に導入され、ウイルスの伝染は劇的に減少した。1975年以前に集められた血漿と第VIII因子には、しばしば感染性レベルのB型肝炎ウイルスが含まれていたのだった。1960年代の末までは医療の専門家はしばしば皮下注射針を再使用しており、また彫り師の針も一般的な感染源となっていた。1990年代の末には、静注薬使用者による感染の拡大の防止を目的とした「注射器交換プログラム」(needle exchange program) がヨーロッパとアメリカで設立された。これらの手段は、その後のHIVやC型肝炎ウイルスの影響を低減するのにも役立った。

### ヒト以外の動物のウイルス
獣疫 (epizootic) は、ヒトを除く動物の病気のアウトブレイク (流行) である。20世紀を通じて、動物、特に家畜のウイルス病の重大な流行が世界中で発生した。ウイルスによって引き起こされる多くの病気の中には、口蹄疫、牛疫、鳥と豚のインフルエンザ、豚熱、ブルータングなどが含まれる。2001年イギリスでの口蹄疫のアウトブレイクで示されたように、家畜のウイルス病は、農場経営者とより大きなコミュニティの双方に壊滅的な影響を与えるものである。
牛疫は東アフリカに1891年に出現し、速やかにアフリカ中に拡散した。1892年までに東アフリカのウシの95%が死亡し、その結果飢饉が発生した。農場主や遊牧民の中にはウシに完全に依存していた人々もおり、その生活は荒廃した。マサイ族は人口の2/3が死亡した。飢饉の跡を追うように発生した天然痘の流行によって、状況はさらに悪化した。20世紀の初頭には、牛疫はヨーロッパの一部とアジアではありふれた病気であった。予防接種を含む防疫対策によって、病気の広がりは世紀を通じて確実に減少していった。1908年までにヨーロッパは清浄地域となった。アウトブレイクが第二次世界大戦直後に起こったが、これらは迅速に鎮圧された。アジアでは病気は拡大し、1957年にタイでは多くの水牛が死亡したために田圃で稲を育てる準備ができず、援助が必要となった。ロシアではウラル山脈の西側の地域は、レーニンが防疫に関するいくつかの法律を承認していたため清浄地域であったが、東側の地域は、依然として病気が広く蔓延しているモンゴルや中国から牛疫の感染が常に起こっていた。インドでは南部のタミル・ナードゥ州とケーララ州がこの病気の足場となっていたが、20世紀を通じて拡散の防止に取り組み、1995年までに根絶された。アフリカでは1920年代と80年代の2度の大流行 (panzootic) に苦しめられた。ソマリアでは1928年に重大なアウトブレイクがあり、1953年まで国中で広く蔓延した。1980年代のタンザニアとケニアでのアウトブレイクは2600万本のワクチンを使用することで抑制され、1997年の再発も集中的な予防接種運動によって鎮圧された。世紀の終わりまでに牛疫はほとんどの国家で根絶された。残された流行地域はエチオピアとスーダンであり、1994年に国際連合食糧農業機関 (FAO) によって、2010年までの世界的根絶を目標とした世界牛疫根絶計画 (Global Rinderpest Eradication Programme) が開始された。2011年5月に、FAOと国際獣疫事務局は「自由に循環するウイルス病としての牛疫は世界から根絶された」と宣言した。
口蹄疫は、アフトウイルス属の1種 (口蹄疫ウイルス) によって引き起こされる伝染性の高い病気で、ポリオウイルスと同じファミリー (ピコルナウイルス) に分類される。ウイルスは主に有蹄類に感染する。アフリカでは古代から存在し、おそらく輸入された家畜によって19世紀にアメリカ大陸へもたらされたと考えられる。口蹄疫は死に至ることは稀であるが、羊や牛の群れの中でのアウトブレイクによる経済的損失は大きなものとなる。近年でも、2001年イギリスでの口蹄疫のアウトブレイクが起こり、数千頭の動物が殺処分され焼却された。
インフルエンザウイルスの自然宿主はブタや鳥類であるが、おそらく古代末期からヒトに感染してきたと考えられる。ウイルスは野生動物や家畜に軽度の、または重度の病気を引き起こす。野生の鳥類の多くの種が渡りを行うため、インフルエンザは時代を問わず大陸を越えて拡散されてきた。ウイルスは多数の系統に進化を続けており、常に存在する脅威となっている。
21世紀の初頭も、ウイルスによって引き起こされる家畜の流行病は深刻な事態をもたらし続けている。ブルータングは、オルビウイルス属の1種 (ブルータングウイルス) によって引き起こされる病気で、2007年にフランスでヒツジに出現した。それまでこの病気は主にアメリカ大陸、アフリカ、南アジア、オーストラリア北部に限定されていたが、現在は地中海周辺地域で新たに発生している病気である。

### 植物のウイルス

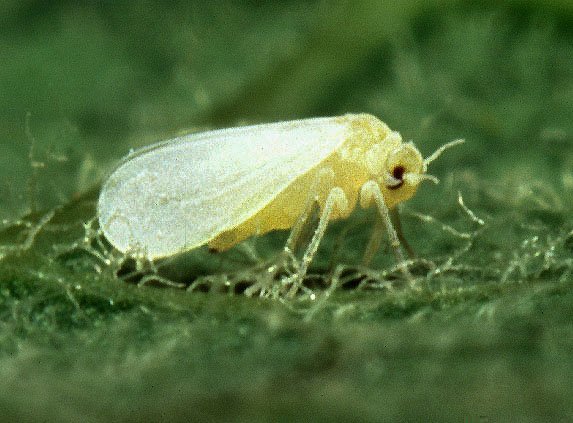
シルバーリーフコナジラミ Bemisia tabaci はキャッサバモザイクウイルスの媒介者である。

20世紀の間に、植物の多くの「古い」病気がウイルスによって引き起こされていることが判明した。その中には、トウモロコシ条斑ウイルスやキャッサバモザイクウイルスなどが含まれる。ヒトと同様、植物が近接して繁殖すると、そのウイルスも増殖し、その結果甚大な経済的損失と人類の悲劇が引き起こされる。1970年代を通じてヨルダンではトマトとウリ科植物 (キュウリ、メロン、ヒョウタンなど) が広く栽培されていたが、その全域がウイルスに感染した。同様にコートジボワールでは、30種類のウイルスが豆類や野菜に感染した。ケニアでは、キャッサバモザイクウイルス、トウモロコシ条斑ウイルス、ラッカセイのウイルス病によって、作物の最大70%が失われた。キャッサバは東アフリカで最も多く栽培されている作物で、2億人以上の人々の主食となっている。キャッサバは南アメリカからアフリカに持ち込まれ、貧しい土壌でも良く生育する。キャッサバの最も重要な病気は、ジェミニウイルスの1種キャッサバモザイクウイルスによって引き起こされ、シルバーリーフコナジラミを介して植物間に伝染する。この病気は1894年に最初に記録され、20世紀を通じて東アフリカでアウトブレイクが起こり、しばしば飢饉をもたらした。
1920年代にアメリカ西部のテンサイ農家は、ヨコバイに媒介されるビートカーリートップウイルスの害による甚大な経済的損失に苦しんだ。1956年には、キューバとベネズエラの米の収穫高の25%から50%が稲葉枯れウイルスによって壊滅した。1958年にはコロンビアでも多くの水田で損害が生じた。アウトブレイクは1981年に再発し、最大で100%の損失となった。ガーナでは、1936年と1977年にコナカイガラムシに媒介されるカカオ膨梢ウイルスは1億6200万本のカカオの木に損害が生じ、その後も毎年1500万本の割合で失われていった。1948年アメリカのカンザス州では小麦の収穫高の7%が、チューリップサビダニ Aceria tulipae によって拡散されるコムギ条斑モザイクウイルスによって壊滅した。1950年代にはポティウイルスの1種パパイア輪点ウイルスがハワイ・オアフ島のソロ種のパパイアに甚大な損害を引き起こした。ソロ種は前世紀に島へ持ち込まれたが、病気は1940年代以前には島では見られなかった。
このような災害は、人間の介入によって作物が新たな媒介者やウイルスと出会い、生態学的変化が引き起こされたことによって発生した。カカオは南アメリカ原産であり、19世紀後半に西アフリカに移入された。1936年に、コナカイガラムシによって自生樹木からプランテーションの樹木へカカオ膨梢病が伝染した。新たな生息地が植物のウイルス病のアウトブレイクを起こすこともある。1970年以前には rice yellow mottle virus はケニアのキスム地区でのみ見られたが、灌漑によって東アフリカの多くの地域で稲の耕作がなされるようになると、ウイルスは東アフリカ中に拡散した。人間の活動が、現地の作物に植物ウイルスをもたらすこともある。カンキツトリステザウイルス (CTV) は、1926年から1930年の間にアフリカから南アメリカへ持ち込まれた。同時期にミカンクロアブラムシがアジアから南アメリカへ移入し、ウイルスの伝染は加速された。ブラジルのサンパウロでは1950年までに、600万本以上の柑橘類の樹木がウイルスによって枯死した。CTVと柑橘類の樹木は、原産地では何世紀にわたって共進化してきたと考えらえる。CTVが他の地域へ移入され柑橘類の新たな変種と出会ったことで、植物病による壊滅的なアウトブレイクが引き起こされた。人間による植物ウイルスの移入によって引き起こされる問題のため、多くの国家は、危険な植物ウイルスや昆虫媒介者を含む可能性のある、いかなる物品に対しても厳しい輸入規制を敷いている。

## 新興ウイルス
新興ウイルスとは、比較的最近になって宿主の種に感染するようになったウイルスである。ヒトの場合、多くの新興ウイルスは他の動物に由来するものである。他の種へも伝染するウイルスによって引き起こされるとき、ヒトの病気は人獣共通感染症と呼ばれる。

### SARS
重症急性呼吸器症候群 (SARS) は新型のコロナウイルスによって引き起こされる。他のコロナウイルスによるヒトへの感染は軽度であることが知られているため、この新しいウイルス株のビルレンスの高さと迅速な拡散に対して医療専門家は警告を発し、社会不安が引き起こされた。大規模なパンデミックの不安が現実のものとなることはなく、約8000の症例と800人の死者を出した後、2003年7月までにアウトブレイクは終息した。SARSウイルスの正確な起源は知られていないが、コウモリに由来するものであることをエビデンスは示唆している。

### ウエストナイルウイルス
フラビウイルスの1種であるウエストナイルウイルスは1937年に同定され、熱病の女性の血液中に発見された。蚊と鳥類が保有しているこのウイルスは、1950年代に北アフリカと中東で感染のアウトブレイクを引き起こし、1960年代にはヨーロッパのウマが犠牲となった。ヒトでの最大のアウトブレイクは南アフリカのケープ州で1974年に発生し、1万人が発病した。ヒトやウマでの流行の頻度の増大は1996年に地中海周辺地域で始まった。ウイルスは1999年までにニューヨークに到達し、その後アメリカ全土に拡散した。アメリカでは、蚊は晩夏に最も多い量のウイルスを保有しており、発症件数は7月中旬から9月初めにかけて増加する。気候が涼しくなると、蚊が死ぬため病気の危険性は減少する。ヨーロッパではアウトブレイクが多数発生し、2000年にイギリスではヒト、死んだ鳥類、蚊、そしてウマにおけるウイルスの保有率を監視するプログラムが開始された。ウイルスを保有する種の蚊 Culex modestus は、以前はイギリスには生息していないと考えられていたが、ケントの北部の沼沢地に生息している。この蚊は南ヨーロッパに広く分布し、ウエストナイルウイルスを保有している。

### ニパウイルス
1997年にマレーシアの農家と飼育されていたブタで呼吸器疾患のアウトブレイクが起こった。265件以上の脳炎が記録され、そのうち105件は致死性であった。犠牲者の脳からは新種のパラミクソウイルスが発見され、彼が暮らしていた村の名前を取ってニパウイルスと名付けられた。感染はオオコウモリのウイルスによって引き起こされる。オオコウモリは生息地が森林伐採で破壊されてブタの農場の近くの樹木へ移動し、その糞からブタへウイルスが伝染した。

### ウイルス性出血熱

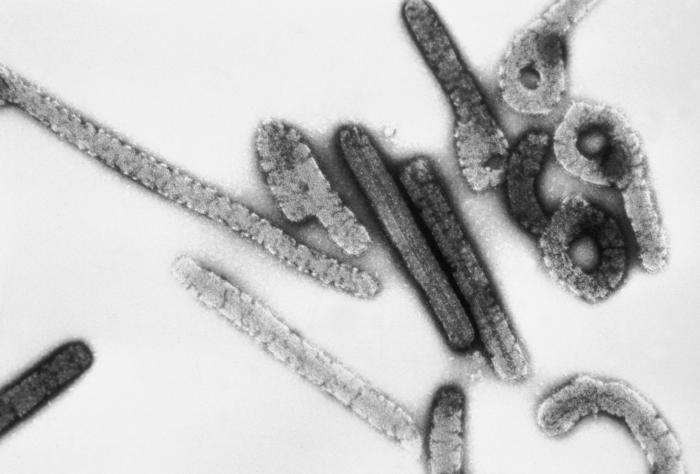
マールブルグウイルス

フィロウイルス科のウイルスは致死性の高い病原体である。フィロウイルスはウイルス性出血熱を引き起こすフィラメント状のウイルスで、エボラウイルスやマールブルグウイルスなどが含まれる。マールブルグウイルスは、2005年4月のアンゴラでのアウトブレイクによって広く報道の関心を引くようになった。2004年の10月に始まり2005年に入っても継続し、252件の発症件数のうち227人が死亡した。
西アフリカでのエボラウイルスの流行は2013年に始まり、HIVの出現以降で最も壊滅的なものとなった。最初のアウトブレイクは2013年12月、ギニア南部の村メリアンドゥ (Meliandou) で起こった。最初の犠牲者は2歳の少年、彼の3歳の姉、彼らの母親と祖母であった。家族や介護者が参列した祖母の葬儀の後、病気は近隣の村へ拡散した。2014年3月までに、地域の公衆衛生当局が懸念しギニアの保健省へ報告を行うほどアウトブレイクは深刻なものとなっていた。その年の中ごろまでに、流行はリベリアやシエラレオネへ拡散した。2015年6月の時点で、世界保健機関は2万7000件以上の症例を報告しており、1万1000人以上の死者が発生した。
エボラウイルスの自然発生源はおそらくコウモリである。マールブルグウイルスはサルから、ラッサ熱はネズミの1種 Mastomys natalensis からヒトへ伝染する。人獣共通感染症は、多くの場合ヒトは感染への免疫を持っていないため重症となり、ウイルスのビルレンスが低下するのは新たな宿主へ良く適応したときだけである。いくつかの人獣共通感染症においてヒトへの感染はしばしば「行き止まり」であり、ウイルスはヒトからヒトへの拡散を効率的に行えないため、初期のアウトブレイクの後は感染率が低下する。
21世紀の初頭には、発展途上国での壊滅的な流行に対する世界的な認識の高まりが見られた。これらは過去の数十年の間、国際的な医療コミュニティから比較的認知されないまま見過ごされてきた。

## 有益なウイルス
ピーター・メダワー (1915–1987) はウイルスについて「タンパク質に包まれた悪い知らせ」と記述した。バクテリオファージのような例外を除いて、ウイルスは病気や死の原因に他ならないという至極当然の評価を受けている。しかし、多くの生態系におけるウイルスの豊富な存在と圧倒的な存在感は、現代のウイルス学者たちに生物圏におけるウイルスの役割について再考するよう促している。
地球上には約1031のウイルスが存在すると推計されている。そのほとんどはバクテリオファージで、そのほとんどは海洋に存在する。微生物は海中のバイオマスの90%以上を構成しているが、ウイルスはこのバイオマスの約20%を毎日殺しており、海洋中には細菌や古細菌の15倍のウイルスが存在すると推定されている。ウイルスは、しばしば他の海洋生物を殺す有害な藻類ブルームの迅速な破壊を担う主要な要因であり、海洋の藍藻の種間の環境的なバランスを維持し、地球上の生物のための適切な酸素合成を助けている。
広範囲の抗生物質に耐性を示す細菌株の出現は、細菌感染の治療において問題となっている。ここ30年の間に開発された新たな抗生物質のクラスは2つだけであり、細菌感染と闘うための新たな方法が求められている。バクテリオファージは1920年代に初めて細菌を制御するために用いられ、1963年にはソ連の科学者たちによって大規模な臨床試験が行われた。この業績は、1989年に西側諸国で試験の結果が発表されるまでソ連の外側では知られていなかった。薬剤耐性細菌によって引き起こされる問題は近年増大しており、バクテリオファージとファージセラピーの利用に再び新たな関心が寄せられている。
ヒトゲノムプロジェクトによって、ヒトゲノムの至る所に無数のウイルス由来DNA配列が散在していることが明らかにされた。これらの配列はヒトのDNAの約80%を構成しており、太古のレトロウイルスがヒトの祖先に感染した痕跡だと考えられている。これらのDNA断片は、ヒトのDNA中にしっかりと定着している。このDNAのほとんどはすでに機能を失っているが、これらの友好的なウイルスの中はヒトの発達に重要な新しい遺伝子を持ち込んだものもある。ウイルスは植物にも重要な遺伝子を伝達してきた。全光合成の約10%は、ウイルスによって藍藻から植物に伝達された遺伝子の産物を利用して行われている。